# Stefan Ristovski
Stefan Ristovski (makedonska: Стефан Ристовски), född 12 februari 1992 i Skopje, är en makedonsk fotbollsspelare som spelar för Dinamo Zagreb. Han har även representerat det nordmakedonska landslaget.